# Templecombe
Templecombe is een plaats en civil parish in het bestuurlijke gebied South Somerset, in het Engelse graafschap Somerset met 1506 inwoners.